# Athol Fugard
Harold Athol Lannigan Fugard (Middelburg (Oost-Kaap), 11 juni 1932 – Stellenbosch, 8 maart 2025) was een Zuid-Afrikaans schrijver van toneelwerken en proza, en acteur.

## Leven en werk
Hij studeerde in Kaapstad, kneep ertussenuit net voor de examens om te gaan rondreizen door Afrika. Hij was daarna enige tijd werkzaam als zeeman, klerk bij een gerechtshof en journalist voordat hij zich in 1957 definitief aan het theater ging wijden.
In Fugards werk is de dagelijkse realiteit van het Zuid-Afrikaanse leven een belangrijk gegeven. Het werk krijgt universele waarde door het gebruik van niet alleen typische Zuid-Afrikaanse maar ook symbolische gegevens die wereldwijd hetzelfde betekenen. Dikwijls regisseerde Fugard zijn eigen werk en ook speelde hij zelf af en toe als acteur een rol. Zijn stukken werden opgevoerd in onder andere Engeland, de Verenigde Staten, Zuid-Afrika en Nederland.
Hij debuteerde als toneelschrijver in 1958 met het stuk No Good Friday. Hierin speelden zwarte acteurs mee, wat een gewaagde onderneming was op het hoogtepunt van de apartheid. 
Mongogo verschijnt een jaar later en in 1963 verschijnt The Blood Knot. Deze vormt samen met Hello and Goodbye (1966) en Boesman en Lena  (1969) een familie-trilogie.
Van Boesman en Lena is een film gemaakt. Lena is een kleurlinge die op zoek is naar innerlijke vervulling en voor haar materiële 'welzijn' afhankelijk is van de afdankertjes van blanke mensen. Het taalgebruik is plat en schokkend, maar levensecht en direct. Fugard laat het leed van twee mensen zien als gevolg van de apartheid, maar tegelijk is zijn boodschap dat het thema van pijn en lijden niet het monopolie van een bepaalde groep is, maar een universeel gegeven van de mensheid.
Sizwe Bansi is dead (1972) werd in 1974 door de Stichting Wikor in Den Haag uitgegeven. Tijdens het seizoen 1977-1978 werd het opgevoerd door een toneelgroep in Brussel. In een andere opvoering werden de hoofdrollen vertolkt door Athol Fugard zelf en twee bekende zwarte Zuid-Afrikaanse acteurs John Kani en Winston Ntshona.
The road to Mecca (1984) gaat over het leven en werk van Helen Martins uit Nieu-Bethesda.
In 1989 vond in het Market Theatre in Johannesburg de première van My children! My Africa! plaats. Het speelt zich af op een school voor zwarte jongens, waar een van de leraren (gespeeld door John Kani) een debat organiseert tussen zijn leerlingen en die van een blanke meisjesschool. Er ontstaat vriendschap tussen twee leerlingen, een jongen en een meisje. De leraar stelt voor dat zij samen deelnemen aan een landelijke literatuurwedstrijd. Hun vriendschap is het symbool van een toekomstig non-raciaal Zuid-Afrika, maar de realiteit, zoals uitgebeeld in het toneelstuk, is keihard en pijnlijk. Een jaar na de première is er al een Nederlandse bewerking van het stuk, dat verschillende malen is opgevoerd door het Thekwini Theater in 1991. De regie was in handen van de Zuid-Afrikaanse balling Anthony Akerman, die in het verleden meerdere stukken van Fugard regisseerde. Hij keerde eind 1991 terug naar Zuid-Afrika.
Enkele andere werken van Fugard zijn The island (1973) over het leven van gevangenen op Robbeneiland, de roman Tsotsi (1980) over het leven in Sophiatown in de jaren vijftig. In 2005 werd naar deze roman de film Tsotsi gemaakt, onder de regie van Gavin Hood. De film won in 2005 een Oscar voor Beste Niet-Engelstalige film. Valley song (1995) is een toneelstuk waarin Fugard zelf drie rollen speelt: die van verteller/dramaturg, die van de persoon Fugard en die van een oude man die zijn geboortegrond niet kan loslaten. In 1997 gaat The Captain's Tiger in première, een autobiografisch werk. In hetzelfde jaar verschijnt ook Cousins, a Memoir, een werk vol persoonlijke herinneringen.
Fugard overleed op 8 maart 2025 op 92-jarige leeftijd.
- Bibsys: 90122573
- Bibliothèque nationale de France: cb12030897g (data)
- CiNii: DA04384607
- Digitale Bibliotheek voor de Nederlandse Letteren: fuga001
- Gemeinsame Normdatei: 118703471
- International Standard Name Identifier: 0000 0001 1078 8792
- Library of Congress Control Number: n50023729
- Bibliotheek van het Japanse parlement: 00729122
- Nationale Bibliotheek van Tsjechië: jn19981001278
- Nationale bibliotheek van Australië: 35180190
- Nationale Bibliotheek van Israël: 987007261314605171
- Nationale en Universitaire bibliotheek Zagreb: 000445322
- Nederlandse Thesaurus van Auteursnamen: 069359326
- Réseau des bibliothèques de Suisse occidentale: 02-A003268678
- LIBRIS: 222483
- SNAC: w64f4zjt
- Système universitaire de documentation: 028481801
- Trove: 854295
- Virtual International Authority File: 97829710
- WorldCat: E39PBJhCCjjK6hdF9vDtkYBkjC